# Tamara Douda
Tamara Anatoliïvna Douda (en ukrainien : Тамара Анатоліївна Дуда), née le 5 janvier 1976 à Kiev (en RSS d'Ukraine alors en Union soviétique), plus connue en Ukraine sous le pseudonyme de Tamara Horikha Zernia (Тамара Горіха Зерня), est une écrivaine et traductrice ukrainienne. Elle s'est initialement faite connaître par sa page Facebook à travers laquelle elle a documenté son travail de volontaire dans le Donbass au début de la guerre russo-ukrainienne. Elle est depuis devenue romancière. Son premier roman, Daughter (2019), a remporté en 2022 le Prix national Taras-Chevtchenko, entre autres distinctions.

## Enfance et éducation
Tamara Anatoliïvna Douda naît en 1976 à Kiev. Son père est physicien à Nedryhaïliv, et sa mère professeur de mathématiques à Soumy. En 1992, Tamara Anatoliïvna Douda est diplômée du Lycée ukrainien des sciences humaines (en). L'année suivante, elle démarre des études de journalisme à l'Université nationale Taras-Chevtchenko de Kiev. Elle obtient son diplôme en 1998. Entre 2003 et 2005, elle étudie à l'Université internationale de Kiev. Par la suite, elle se lance dans une carrière de traductrice, principalement de textes économiques de l'anglais vers l'ukrainien.

## Bénévolat sur le front du Donbass
En 2014, Tamara Douda se porte volontaire dans le cadre de l'Opération des forces conjointes dans le Donbass après le début de la guerre russo-ukrainienne,,,. Témoin de blessures occasionnés aux yeux de soldats ukrainiens par des éclats d'obus, elle se lance dans une campagne d'approvisionnement de l'armée ukrainienne en lunettes tactiques en se fournissant notamment auprès du gouvernement américain. Pendant son séjour en première ligne, qui dure jusqu'en 2016, Tamara Anatoliyivna Douda raconte son expérience sur Facebook sous le pseudonyme de Tamara Horikha Zernya, et acquiert ainsi une certaine notoriété. C'est durant cette période de bénévolat qu'elle rencontre Svyatoslav Boyko, qui deviendra par la suite son époux. Tous deux ont été reconnus pour leurs efforts bénévoles par le maire de Kiev (en),.

## Carrière d'écrivaine
Dotsya (Доця), le premier roman de Tamara Douda, est publié en 2019 par Bilka. Le roman se déroule en 2014, au début de la guerre russo-ukrainienne, et suit Natalia, une femme d'affaires de Donetsk qui devient volontaire sur le front,. Depuis sa publication, Dotsya a été traduit en anglais, letton, lituanien, macédonien et polonais, et les droits ont été cédés pour une adaptation en film,. Dotsya a été nommé Livre de l'année par BBC News Ukraine (en) et, en 2022, Tamara Anatoliyivna Douda a reçu le prix national Chevtchenko du premier roman des mains du président ukrainien Volodymyr Zelenskyy, en plus de la reconnaissance des Forums du livre de Lviv et de Tcherkassy,,,.
Le second roman de Tamara Douda, Pryntsyp vtruchannya (anglais : « ze prinçaïpe d'inteurvencheun »), est publié en 2021. L'histoire, contemporaine, suit Stanislava, une professeure de mathématiques veuve dont le mari a été tué durant la guerre russo-ukrainienne, qui retourne dans sa ville natale dans l'oblast de Tcherkassy pour aider un ami à enquêter sur le sort d'une épouse disparue,. Le roman s'achève par une scène singulière qui voit Stanislava danser sur la tombe de Vladimir Poutine.

## Vie privée
Tamara Anatoliyivna Douda est mariée au musicien Sviatoslav Boyko, avec qui elle a eu trois enfants. Pendant la pandémie de COVID-19, Tamara Anatoliyivna Douda et sa famille ont déménagé de Kiev vers un village près de Hlukhiv dans l'oblast de Soumy.

## Voir également
- Liste des écrivains de langue ukrainienne
- Liste des écrivaines ukrainiennes (en)
- Liste de la littérature ukrainienne traduite en anglais (en)